# Wiktor Dmuchowski
Wiktor Dmuchowski (ur. 17 sierpnia 1962 w Porozowie) – polski dyrygent, działacz społeczny mniejszości polskiej na Białorusi, były wiceprzewodniczący Związku Polaków na Białorusi.

## Edukacja
W 1981 r. ukończył Liceum Muzyczne w Grodnie w klasie akordeonu guzikowego prof. Fiodora Martyniuka. Studiował w Białoruskiej Akademii Muzycznej w Mińsku, na wydziałach akordeonu guzikowego u prof. dr hab. Walentego Czabana oraz dyrygentury u prof. Hienadzia Jermoczenki i prof. Anatolia Łysienki. Dyrygowaniem zajmował się już na studiach, współpracując z orkiestrami uczelnianymi. Startował wówczas w kilku konkursach dyrygenckich. W latach 1986–1987 odbywał powszechną służbę wojskową w Armii Radzieckiej w m. Pieczora Republice Komi. Po powrocie na Białoruś pracował jako wykładowca w Wyższej Szkole Pedagogicznej w Mińsku i kierował orkiestrą Politechniki Białoruskiej.
W latach 1990–1993 w ramach stypendium Rządu Polskiego odbył podyplomowy staż artystyczny w Akademii Muzycznej w Katowicach w klasie dyrygentury prof. Karola Stryi.

## Kariera zawodowa
Podczas odbywania stażu artystycznego w Akademii Muzycznej w Katowicach brał udział w światowych konkursach dyrygenckich, m.in. im. Grzegorza Fitelberga (w Katowicach w 1991), im. Siergieja Prokofjewa (w Petersburgu w 1993, Dyplom), im. Dimitri Mitropoulosa (w Atenach w 1996, finalista). Uczestniczył w Tokio International Competition (w Wiener Konzerthaus w 1994) oraz w Telewizyjnym Węgierskim VIII Międzynarodowym Konkursie Dyrygentów w Budapeszcie w 1995. W kolejnych latach dyrygował orkiestrami Polsce, w Sankt-Petersburgu, Mińsku, w Wiedniu, Orchestra of Colours w Atenach oraz węgierską Szombathely Symphony Orchestra; prowadził też koncerty Jubileuszowego Międzynarodowego Festiwalu Moniuszkowskiego w Mińsku.

## Działalność polonijna
W 1988 zaangażował się w działalność polonijną, tworząc od podstaw środowisko polonijne w Mińsku oraz Mińskim Obwodzie i stając na czele Kulturalno-Oświatowego Stowarzyszenia „Polonia”. W 1990 roku wchodził w skład Rady Głównej Związku Polaków na Białorusi oraz prezesem Oddziału Obwodowego ZPB w Mińsku.

## Twórczość edukacyjna
Przetłumaczył i opracował książkę Kiriłła Kondraszyna „O dyrygenckim odczytywaniu symfonii Piotra Czajkowskiego”.